# Беликов, Игорь Иванович
И́горь Ива́нович Бе́ликов (3 мая 1882, Белгородский уезд, Курская губерния — 15 декабря 1943, Пенза) — русский юрист, товарищ прокурора Пензенского окружного суда, советский общественный деятель.

## Биография
Родился 3 мая 1882 года в селе Михайловское Белгородского уезда Курской губернии в семье директора учительской семинарии, статского советника.
Окончил 2-ю Пензенскую гимназию и юридический факультет Харьковского университета с дипломом 1-й степени (1907).
Коллежский секретарь, младший (1907) и старший (1908) кандидат на судебные должности при Пензенском окружном суде.
Товарищ прокурора Пензенского окружного суда (1908), титулярный советник (1909), судебный следователь 2-го участка Городищенского уезда Пензенской губернии (1911), товарищ прокурора Оренбургского окружного суда (1912), затем снова Пензенского, коллежский асессор.
В 1917—1918 годах член Поместного собора Православной российской церкви по избранию как мирянин от Пензенской епархии, участвовал в 1—2-й сессиях, член Юридического совещания при Соборном совете, Комиссии о гонениях на Православную Церковь, II, III, V, VII, VIII, XI, XV, XVI, XVII отделов.
С 20 октября 1920 года член Пензенской коллегии правозаступников (защитников) и Городского совета трёх созывов в секциях народного образования и здравоохранения (руководитель). Организатор курсов правового просвещения, где читал лекции по гражданскому праву, первого в Пензе детского кинотеатра, туберкулёзного и психоневрологического диспансеров, сотрудник газеты «Трудовая правда», председатель Жилищно-арендного кооперативного товарищества № 200 и Комитета содействия при 4-й Трудовой школе. На правах детского социального инспектора обследовал школы, работал в дружинах социальной помощи и в комиссии по делам о несовершеннолетних.
31 декабря 1930 года арестован по обвинению в антисоветской агитации, приговорён к 5 годам ИТЛ и отправлен в Вишерский лагерь.
В 1932 году освобождён после ходатайства жены Анастасии Васильевны, сына Георгия и коллег по работе в Политический Красный Крест о пересмотре дела.
Скончался 15 декабря 1943 года от воспаления лёгких. Похоронен на Мироносицкое кладбище (Пенза).

## Сочинения
Письма // Земство. 1994. № 4. С. 178—192.